# ألبرتو إنتريريوس
ألبرتو إنتريريوس (بالإسبانية: Alberto Entrerríos)‏ مواليد 7 نوفمبر 1976 في إسبانيا، هو لاعب كرة يد إسباني. يلعب حاليا مع نادي نانت لكرة اليد ويحمل الرقم 8. شارك في دورة الألعاب الأولمبية الصيفية سنة 2008. حقق المركز الأول في بطولة العالم لكرة اليد للرجال 2005.

## سجل المنافسة
شارك في البطولات التالية:
- بطولة العالم لكرة اليد للرجال 2013
- بطولة أوروبا لكرة اليد للرجال 2012

## الإنجازات
- الدوري الإسباني 2006-2007

## روابط خارجية
- ألبرتو إنتريريوس على موقع الاتحاد الأوروبي لكرة اليد (الإنجليزية)
- ألبرتو إنتريريوس على موقع الاتحاد الفرنسي لكرة اليد (الفرنسية)
- ألبرتو إنتريريوس على موقع اللجنة الأولمبية الدولية (الإنجليزية)
- ألبرتو إنتريريوس على موقع أوليمبيديا (الإنجليزية)
- ألبرتو إنتريريوس على موقع اللجنة الأولمبية الإسبانية (الإسبانية)